# Scottish FA Cup 2023/24
Der Scottish FA Cup wurde 2023/24 zum 139. Mal ausgespielt. Der wichtigste schottische Fußball-Pokalwettbewerb wurde vom Schottischen Fußballverband geleitet und begann am 12. August 2023 und endete mit dem Finale am 25. Mai 2024 im Hampden Park von Glasgow. Der Wettbewerb wurde als Scottish Gas Scottish Cup ausgetragen.
Als Titelverteidiger startete Celtic Glasgow in den Wettbewerb, das in diesem Jahr das Finale zum insgesamt 60. Mal seit 1889 erreichte, wovon 41 gewonnen wurden. Gegner war der Erzrivale Glasgow Rangers, die das Endspiel zum 54. Mal seit 1877 erreichten. Davon gewannen sie 34, zuletzt vor zwei Jahren. Es wurde das 20. Old-Firm-Pokalfinale sein. Das letzte Mal trafen sich die beiden Gegner im Endspiel von 2002.
Die Bhoys gewannen den Pokal zum 42. Mal mit einem 1:0-Sieg. Damit schaffte Celtic zum 21. Mal seiner Geschichte einen Double. Da sich Celtic bereits in der Liga für die Champions League qualifiziert hatte, ist Heart of Midlothian als Ligadritter automatisch für die nachfolgende Europa-League-Saison qualifiziert.

## Termine
Die Spielrunden wurden vom 12. August 2023 bis 25. Mai 2024 ausgetragen.
| Runde         | Datum                          | Spiele | Vereine   | Neueinstiege |
| ------------- | ------------------------------ | ------ | --------- | ------------ |
| 1. Vorrunde   | 12. August 2023                | 3      | 131 → 128 | 7            |
| 2. Vorrunde   | 2. September 2023              | 26     | 128 → 102 | 48           |
| 1. Hauptrunde | 23. – 25. September 2023       | 30     | 102 → 72  | 34           |
| 2. Hauptrunde | 28. Oktober – 4. November 2023 | 20     | 72 → 52   | 10           |
| 3. Hauptrunde | 24. – 25. November 2023        | 20     | 52 → 32   | 20           |
| 4. Hauptrunde | 19. – 23. Januar 2024          | 16     | 32 → 16   | 12           |
| Achtelfinale  | 10. Februar 2024               | 8      | 16 → 8    | keine        |
| Viertelfinale | 9. März 2024                   | 4      | 8 → 4     | keine        |
| Halbfinale    | 20./21. April 2024             | 2      | 4 → 2     | keine        |
| Finale        | 25. Mai 2024                   | 1      | 2 → 1     | keine        |

## Erste Vorrunde
Die 1. Vorrunde wurde am 26. Juli 2023 ausgelost. Drei Paarungen wurden ausgelost, während eine Mannschaft ein Freilos erhielt. Ausgetragen wurden die Begegnungen am 12. August 2023.
| Datum                      |                         | Ergebnis |                     |
| -------------------------- | ----------------------- | -------- | ------------------- |
| 12. August 2023, 15:00 BST | Abbey Vale (VI)         | 0:5      | Cupar Hearts (SAFA) |
| 12. August 2023, 15:00 BST | Carnoustie Panmure (VI) | 1:2      | Beith Juniors (VI)  |
| 12. August 2023, 15:00 BST | FC Luncarty (VI)        | 3:1      | FC Loch Ness (VI)   |

Freilos: FC Culter

## Zweite Vorrunde
Die 2. Vorrunde wurde am 26. Juli 2023 ausgelost. Ausgetragen wurden die Begegnungen am 2. September 2023.
| Datum                        |                                       | Ergebnis              |                                     |
| ---------------------------- | ------------------------------------- | --------------------- | ----------------------------------- |
| 2. September 2023, 12:30 BST | Jeanfield Swifts (VI)                 | 3:0                   | Cupar Hearts (SAFA)                 |
| 2. September 2023, 14:00 BST | Beith Juniors (VI)                    | 5:1                   | Bonnyton Thistle (VIII)             |
| 2. September 2023, 14:00 BST | Carluke Rovers (X)                    | 2:3 n. V.             | Dalbeattie Star (VI)                |
| 2. September 2023, 14:00 BST | Glenafton Athletic (VI)               | 0:3                   | FC Darvel (VI)                      |
| 2. September 2023, 14:00 BST | Kilwinning Rangers (VII)              | 4:0                   | Glasgow University (VIII)           |
| 2. September 2023, 14:30 BST | Broxburn Athletic (VI)                | 3:0                   | Lochee United (VI)                  |
| 2. September 2023, 14:30 BST | Camelon Juniors (VII)                 | 0:0 n. V. (4:3 i. E.) | Newtongrange Star (VII)             |
| 2. September 2023, 14:30 BST | FC Culter (VI)                        | 3:2                   | Blackburn United (VII)              |
| 2. September 2023, 14:30 BST | Easthouses Lily Miners Welfare (VIII) | 1:3                   | Threave Rovers (IX)                 |
| 2. September 2023, 14:30 BST | Penicuik Athletic (VI)                | 4:2                   | Rutherglen Glencairn (VII)          |
| 2. September 2023, 14:30 BST | FC Tynecastle (VI)                    | 0:1                   | Lothian Thistle Hutchison Vale (VI) |
| 2. September 2023, 15:00 BST | FC Creetown (VI)                      | 1:3                   | Whitehill Welfare (VII)             |
| 2. September 2023, 15:00 BST | Cumnock Juniors (VI)                  | 1:0                   | FC Girvan (IX)                      |
| 2. September 2023, 15:00 BST | Dunbar United (VI)                    | 4:2                   | FC Vale of Leithen (VII)            |
| 2. September 2023, 15:00 BST | Hawick Royal Albert (IX)              | 1:2                   | Golspie Sutherland (VI)             |
| 2. September 2023, 15:00 BST | Hill of Beath Hawthorn (VI)           | 0:1                   | FC Tayport (VI)                     |
| 2. September 2023, 15:00 BST | Irvine Meadow (VI)                    | 1:2                   | FC Dunipace (VII)                   |
| 2. September 2023, 15:00 BST | Musselburgh Athletic (VI)             | 6:0                   | FC Coldstream (VIII)                |
| 2. September 2023, 15:00 BST | FC Newton Stewart (VI)                | 1:4                   | FC Luncarty (VI)                    |
| 2. September 2023, 15:00 BST | FC Pollok (VI)                        | 2:2 n. V. (3:0 i. E.) | FC Benburb (VI)                     |
| 2. September 2023, 15:00 BST | Preston Athletic (VII)                | 0:0 n. V. (4:5 i. E.) | Dundonald Bluebell (VI)             |
| 2. September 2023, 15:00 BST | Sauchie Juniors (VI)                  | 4:0                   | Burntisland Shipyard (VIII)         |
| 2. September 2023, 15:00 BST | St. Andrews United (VII)              | 1:0                   | Haddington Athletic (VI)            |
| 2. September 2023, 15:00 BST | St. Cuthbert Wanderers (VI)           | 0:5                   | Dalkeith Thistle (VIII)             |
| 2. September 2023, 15:00 BST | FC Wigtown & Bladnoch (VI)            | 0:12                  | Auchinleck Talbot (VI)              |
| 2. September 2023, 19:30 BST | FC Fort William (VI)                  | 1:10                  | FC Clydebank (VI)                   |

## Erste Hauptrunde
Die 1. Hauptrunde wurde am 3. September 2023 ausgelost. Die Spiele wurden zwischen dem 23. und 25. September 2023 ausgetragen.
| Datum                         |                            | Ergebnis              |                                     |
| ----------------------------- | -------------------------- | --------------------- | ----------------------------------- |
| 23. September 2023, 14:30 BST | FC Culter (VI)             | 3:4 n. V.             | FC Deveronvale (V)                  |
| 23. September 2023, 14:30 BST | Penicuik Athletic (VI)     | 0:6                   | FC Pollok (VI)                      |
| 23. September 2023, 15:00 BST | Banks O’ Dee (V)           | 6:0                   | Dalbeattie Star (VI)                |
| 23. September 2023, 15:00 BST | Bo’ness United (V)         | 3:0                   | FC Darvel (VI)                      |
| 23. September 2023, 15:00 BST | Brechin City (V)           | 4:0                   | FC Rothes (V)                       |
| 23. September 2023, 15:00 BST | Brora Rangers (V)          | 5:1                   | Berwick Rangers (V)                 |
| 23. September 2023, 15:00 BST | Broxburn Athletic (VI)     | 2:1                   | Nairn County (V)                    |
| 23. September 2023, 15:00 BST | Caledonian Braves (V)      | 1:2                   | FC Fraserburgh (V)                  |
| 23. September 2023, 15:00 BST | Camelon Juniors (VII)      | 1:2                   | Civil Service Strollers (V)         |
| 23. September 2023, 15:00 BST | Clachnacuddin FC (V)       | 1:0                   | Inverurie Loco Works (V)            |
| 23. September 2023, 15:00 BST | FC Cowdenbeath (V)         | 2:1 n. V.             | Linlithgow Rose (V)                 |
| 23. September 2023, 15:00 BST | Dalkeith Thistle (VIII)    | 0:7                   | FC Clydebank (VI)                   |
| 23. September 2023, 15:00 BST | Dundonald Bluebell (VI)    | 2:3                   | Kilwinning Rangers (VII)            |
| 23. September 2023, 15:00 BST | FC Dunipace (VII)          | 1:3                   | Cumnock Juniors (VI)                |
| 23. September 2023, 15:00 BST | FC East Kilbride (V)       | 8:0                   | Whitehill Welfare (VII)             |
| 23. September 2023, 15:00 BST | FC East Stirlingshire (V)  | 0:1                   | FC Huntly (V)                       |
| 23. September 2023, 15:00 BST | Edinburgh University (V)   | 2:3                   | Dunbar United (VI)                  |
| 23. September 2023, 15:00 BST | Formartine United (V)      | 3:2                   | Threave Rovers (IX)                 |
| 23. September 2023, 15:00 BST | Gala Fairydean Rovers (V)  | 8:2                   | Strathspey Thistle (V)              |
| 23. September 2023, 15:00 BST | Golspie Sutherland (VI)    | 1:1 n. V. (7:8 i. E.) | Forres Mechanics (V)                |
| 23. September 2023, 15:00 BST | FC Keith (V)               | 2:5                   | FC Luncarty (VI)                    |
| 23. September 2023, 15:00 BST | FC Lossiemouth (V)         | 0:4                   | Beith Juniors (VI)                  |
| 23. September 2023, 15:00 BST | Musselburgh Athletic (VI)  | 1:1 n. V. (4:3 i. E.) | Gretna 2008 (V)                     |
| 23. September 2023, 15:00 BST | St. Andrews United (VII)   | 1:0                   | Auchinleck Talbot (VI)              |
| 23. September 2023, 15:00 BST | FC Tayport (VI)            | 0:4                   | Buckie Thistle (V)                  |
| 23. September 2023, 15:00 BST | FC Tranent (V)             | 4:1                   | Lothian Thistle Hutchison Vale (VI) |
| 23. September 2023, 15:00 BST | Turriff United (V)         | 2:1                   | Sauchie Juniors (VI)                |
| 23. September 2023, 15:00 BST | Wick Academy (V)           | 1:3                   | Jeanfield Swifts (VI)               |
| 24. September 2023, 14:00 BST | FC Broomhill (V)           | 3:1                   | Cumbernauld Colts (V)               |
| 25. September 2023, 19:05 BST | University of Stirling (V) | 1:3                   | Albion Rovers (V)                   |

## Zweite Hauptrunde
Die 2. Hauptrunde wurde am 24. September 2023 ausgelost. Ausgetragen wurden die Begegnungen zwischen dem 28. und 30. Oktober 2023.
| Datum                         |                             | Ergebnis  |                              |
| ----------------------------- | --------------------------- | --------- | ---------------------------- |
| 28. Oktober 2023, 14:00 BST   | Beith Juniors (VI)          | 1:3       | FC Broomhill (V)             |
| 28. Oktober 2023, 15:00 BST   | Albion Rovers (V)           | 2:1       | St. Andrews United (VII)     |
| 28. Oktober 2023, 15:00 BST   | Brechin City (V)            | 1:2       | FC Spartans (IV)             |
| 28. Oktober 2023, 15:00 BST   | Civil Service Strollers (V) | 0:3       | FC Stranraer (IV)            |
| 28. Oktober 2023, 15:00 BST   | Cumnock Juniors (VI)        | 2:1       | Turriff United (V)           |
| 28. Oktober 2023, 15:00 BST   | FC Deveronvale (V)          | 0:1       | Broxburn Athletic (VI)       |
| 28. Oktober 2023, 15:00 BST   | FC Dumbarton (IV)           | 3:2       | Banks O’Dee (V)              |
| 28. Oktober 2023, 15:00 BST   | Dunbar United (VI)          | 1:0       | FC East Fife (IV)            |
| 28. Oktober 2023, 15:00 BST   | Formartine United (V)       | 3:2       | FC Clydebank (VI)            |
| 28. Oktober 2023, 15:00 BST   | Forres Mechanics (V)        | 0:1       | Buckie Thistle (V)           |
| 28. Oktober 2023, 15:00 BST   | FC Fraserburgh (V)          | 1:2 n. V. | Bonnyrigg Rose Athletic (IV) |
| 28. Oktober 2023, 15:00 BST   | FC Huntly (V)               | 1:4 n. V. | Forfar Athletic (IV)         |
| 28. Oktober 2023, 15:00 BST   | Jeanfield Swifts (VI)       | 6:0       | Elgin City (IV)              |
| 28. Oktober 2023, 15:00 BST   | Kilwinning Rangers (VII)    | 0:1       | FC Cowdenbeath (V)           |
| 28. Oktober 2023, 15:00 BST   | FC Peterhead (IV)           | 3:1       | Clachnacuddin FC (V)         |
| 28. Oktober 2023, 15:00 BST   | FC Pollok (VI)              | 5:2       | Gala Fairydean Rovers (V)    |
| 28. Oktober 2023, 15:00 BST   | FC Stenhousemuir (IV)       | 0:2       | Brora Rangers (V)            |
| 28. Oktober 2023, 15:00 BST   | FC Tranent (V)              | 7:0       | FC East Kilbride (V)         |
| 30. Oktober 2023, 19:45 GMT   | Musselburgh Athletic (VI)   | 2:3 n. V. | FC Clyde (IV)                |
| 4. November 2023, 14:00 GMT 1 | FC Luncarty (VI)            | 0:1       | Bo’ness United (V)           |

## Dritte Hauptrunde
Die 3. Hauptrunde wurde am 29. Oktober 2023 ausgelost. Die Spiele wurden am 24. und 25. November 2023 ausgetragen.
| Datum                        |                                   | Ergebnis              |                              |
| ---------------------------- | --------------------------------- | --------------------- | ---------------------------- |
| 24. November 2023, 19:45 GMT | FC Clyde (IV)                     | 2:0                   | Jeanfield Swifts (VI)        |
| 24. November 2023, 19:45 GMT | Dunfermline Athletic (II)         | 0:3                   | Raith Rovers (II)            |
| 25. November 2023, 15:00 GMT | Albion Rovers (V)                 | 0:1                   | Bonnyrigg Rose Athletic (IV) |
| 25. November 2023, 15:00 GMT | Annan Athletic (III)              | 4:5 n. V.             | FC Dumbarton (IV)            |
| 25. November 2023, 15:00 GMT | Brora Rangers (V)                 | 1:0                   | FC Pollok (VI)               |
| 25. November 2023, 15:00 GMT | Broxburn Athletic (VI)            | 2:2 n. V. (4:5 i. E.) | Buckie Thistle (V)           |
| 25. November 2023, 15:00 GMT | Cumnock Juniors (VI)              | 0:3                   | FC Broomhill (V)             |
| 25. November 2023, 15:00 GMT | Dunbar United (VI)                | 1:2                   | Alloa Athletic (III)         |
| 25. November 2023, 15:00 GMT | FC Falkirk (III)                  | 3:0                   | Formartine United (V)        |
| 25. November 2023, 15:00 GMT | Greenock Morton (II)              | 4:0                   | Bo’ness United (V)           |
| 25. November 2023, 15:00 GMT | Hamilton Academical (III)         | 0:2                   | Kelty Hearts (III)           |
| 25. November 2023, 15:00 GMT | Inverness Caledonian Thistle (II) | 2:0                   | FC Cowdenbeath (V)           |
| 25. November 2023, 15:00 GMT | FC Montrose (III)                 | 3:0                   | Edinburgh City (III)         |
| 25. November 2023, 15:00 GMT | Partick Thistle (II)              | 3:0                   | FC Queen’s Park (II)         |
| 25. November 2023, 15:00 GMT | FC Peterhead (IV)                 | 1:2 n. V.             | Ayr United (II)              |
| 25. November 2023, 15:00 GMT | Queen of the South (III)          | 2:2 n. V. (4:3 i. E.) | Dundee United (II)           |
| 25. November 2023, 15:00 GMT | FC Spartans (IV)                  | 2:1                   | FC Arbroath (II)             |
| 25. November 2023, 15:00 GMT | Stirling Albion (III)             | 0:2                   | Cove Rangers (III)           |
| 25. November 2023, 15:00 GMT | FC Stranraer (IV)                 | 0:1                   | Airdrieonians FC (II)        |
| 25. November 2023, 15:00 GMT | FC Tranent (V)                    | 0:1                   | Forfar Athletic (IV)         |

## Vierte Hauptrunde
Die 4. Hauptrunde wurde am 26. November 2023 ausgelost. Ausgetragen wurden die Begegnungen zwischen dem 19. und 21. Januar 2024.
| Datum                        |                                   | Ergebnis  |                          |
| ---------------------------- | --------------------------------- | --------- | ------------------------ |
| 19. Januar 2024, 19:45 GMT   | FC Clyde (IV)                     | 0:2       | FC Aberdeen (I)          |
| 20. Januar 2024, 12:15 GMT   | FC Spartans (IV)                  | 1:2       | Heart of Midlothian (I)  |
| 20. Januar 2024, 15:00 GMT   | Airdrieonians FC (II)             | 1:0       | FC St. Johnstone (I)     |
| 20. Januar 2024, 15:00 GMT   | Ayr United (II)                   | 3:0       | Kelty Hearts (III)       |
| 20. Januar 2024, 15:00 GMT   | Bonnyrigg Rose Athletic (IV)      | 2:1       | FC Falkirk (III)         |
| 20. Januar 2024, 15:00 GMT   | Forfar Athletic (IV)              | 0:1       | Hibernian Edinburgh (I)  |
| 20. Januar 2024, 15:00 GMT   | Greenock Morton (II)              | 2:0       | FC Montrose (III)        |
| 20. Januar 2024, 15:00 GMT   | Inverness Caledonian Thistle (II) | 4:0       | FC Broomhill (V)         |
| 20. Januar 2024, 15:00 GMT   | FC Kilmarnock (I)                 | 2:0       | FC Dundee (I)            |
| 20. Januar 2024, 15:00 GMT   | FC Livingston (I)                 | 2:1       | Raith Rovers (II)        |
| 20. Januar 2024, 15:00 GMT   | FC Motherwell (I)                 | 3:1       | Alloa Athletic (III)     |
| 20. Januar 2024, 15:00 GMT   | Ross County (I)                   | 0:3       | Partick Thistle (II)     |
| 20. Januar 2024, 15:00 GMT   | FC St. Mirren (I)                 | 1:0       | Queen of the South (III) |
| 20. Januar 2024, 17:30 GMT   | FC Dumbarton (IV)                 | 1:4       | Glasgow Rangers (I)      |
| 21. Januar 2024, 16:00 GMT   | Celtic Glasgow (I)                | 5:0       | Buckie Thistle (V)       |
| 30. Januar 2024, 19:45 GMT 1 | Brora Rangers (V)                 | 1:3 n. V. | Cove Rangers (III)       |

## Achtelfinale
Das Achtelfinale wurde am 21. Januar 2024 ausgelost. Die Spiele fanden zwischen dem 9. und 11. Februar 2024 statt.
| Datum                       |                                   | Ergebnis  |                              |
| --------------------------- | --------------------------------- | --------- | ---------------------------- |
| 9. Februar 2024, 19:30 GMT  | Greenock Morton (II)              | 2:1       | FC Motherwell (I)            |
| 10. Februar 2024, 15:00 GMT | FC Aberdeen (I)                   | 2:0       | Bonnyrigg Rose Athletic (IV) |
| 10. Februar 2024, 15:00 GMT | Inverness Caledonian Thistle (II) | 1:3       | Hibernian Edinburgh (I)      |
| 10. Februar 2024, 15:00 GMT | FC Kilmarnock (I)                 | 2:0       | Cove Rangers (III)           |
| 10. Februar 2024, 15:00 GMT | Partick Thistle (II)              | 2:3 n. V. | FC Livingston (I)            |
| 10. Februar 2024, 17:30 GMT | Glasgow Rangers (I)               | 2:0       | Ayr United (II)              |
| 11. Februar 2024, 14:00 GMT | FC St. Mirren (I)                 | 0:2       | Celtic Glasgow (I)           |
| 11. Februar 2024, 17:00 GMT | Airdrieonians FC (II)             | 1:4       | Heart of Midlothian (I)      |

## Viertelfinale
Das Viertelfinale wurde am 11. Februar 2024 von Steven MacLean ausgelost. Die Spiele fanden zwischen dem 9. und 11. März 2024 statt.
| Datum                    |                         | Ergebnis |                         |
| ------------------------ | ----------------------- | -------- | ----------------------- |
| 9. März 2024, 12:15 GMT  | FC Aberdeen (I)         | 3:1      | FC Kilmarnock (I)       |
| 10. März 2024, 14:30 GMT | Celtic Glasgow (I)      | 4:2      | FC Livingston (I)       |
| 10. März 2024, 17:30 GMT | Hibernian Edinburgh (I) | 0:2      | Glasgow Rangers (I)     |
| 11. März 2024, 19:45 GMT | Greenock Morton (II)    | 0:1      | Heart of Midlothian (I) |

## Halbfinale
Das Halbfinale wurde am 11. März 2024 ausgelost. Die Begegnungen wurden am 20. und 21. April 2024 im Hampden Park in Glasgow ausgetragen.
| Datum                     |                     | Ergebnis              |                         |
| ------------------------- | ------------------- | --------------------- | ----------------------- |
| 20. April 2024, 12:30 BST | FC Aberdeen (I)     | 3:3 n. V. (5:6 i. E.) | Celtic Glasgow (I)      |
| 21. April 2024, 15:00 BST | Glasgow Rangers (I) | 2:0                   | Heart of Midlothian (I) |

## Finale
| Celtic Glasgow                                            | Celtic Glasgow | Glasgow Rangers | Glasgow Rangers |
| --------------------------------------------------------- | --- | --- | --------------- |
| Celtic Glasgow                                            | \| 25. Mai 2024 um 15:00 Uhr (BST) in Glasgow (Hampden Park) \| \| Ergebnis: 1:0 (0:0) \| \| Zuschauer: 48.556 \| \| Schiedsrichter: Nick Walsh \| \| Spielbericht \| | \| 25. Mai 2024 um 15:00 Uhr (BST) in Glasgow (Hampden Park) \| \| Ergebnis: 1:0 (0:0) \| \| Zuschauer: 48.556 \| \| Schiedsrichter: Nick Walsh \| \| Spielbericht \| | Glasgow Rangers |
| Celtic Glasgow                                            | Joe Hart – Alistair Johnston, Cameron Carter-Vickers, Liam Scales, Greg Taylor – Matt O’Riley, Callum McGregor , Reo Hatate (78. Paulo Bernardo) – James Forrest (71. Nicolas Kühn), Kyōgo Furuhashi (62. Adam Idah), Daizen Maeda Cheftrainer: Brendan Rodgers ( Nordirland) | Jack Butland – James Tavernier , Leon Balogun, Ben Davies, Rıdvan Yılmaz – Mohammed Diomande, Nicolas Raskin (90.+4' John Lundstram) – Dujon Sterling (81. Ross McCausland), Todd Cantwell (74. Scott Wright), Fábio Silva (74. Rabbi Matondo) – Cyriel Dessers (46. Abdallah Sima) Cheftrainer: Philippe Clement ( Belgien) | Glasgow Rangers |
| Celtic Glasgow                                            | 1:0 Adam Idah (90.) | | Glasgow Rangers |
| Celtic Glasgow                                            | Callum McGregor (41.), Joe Hart (59.), Adam Idah (63.), James Forrest (68.), Greg Taylor (73.), Nicolas Kühn (90.+1'), Daizen Maeda (90.+4') | Abdallah Sima (54.), Dujon Sterling (62.), Todd Cantwell (74.), Rıdvan Yılmaz (84.), Nicolas Raskin (90.+2') | Glasgow Rangers |
| 25. Mai 2024 um 15:00 Uhr (BST) in Glasgow (Hampden Park) | | |                 |
| Ergebnis: 1:0 (0:0)                                       | | |                 |
| Zuschauer: 48.556                                         | | |                 |
| Schiedsrichter: Nick Walsh                                | | |                 |
| Spielbericht                                              | | |                 |